# Прилукская
Прилукская — деревня в Шенкурском районе Архангельской области. Входит в состав муниципального образования «Никольское».

## География
Деревня расположена в южной части Архангельской области, в таёжной зоне, в пределах северной части Русской равнины, в 8,5 километрах на запад от города Шенкурска, на западном берегу Еропульского озера. Ближайшие населённые пункты: на северо-востоке деревня Якуровская, на юге деревня Шипуновская. В 400 метрах от деревни проходит автомобильная дорога федерального значения М8 «Холмогоры».
Часовой пояс
Прилукская, как и вся Архангельская область, находится в часовой зоне МСК (московское время). Смещение применяемого времени относительно UTC составляет +3:00.

## Население
| 2002 | 2010 | 2012 |
| ---- | ---- | ---- |
| 7    | ↘3   | ↗4   |

## История
В «Списке населенных мест Архангельской губернии к 1905 году» деревня Прилуцкая(Прилукъ) насчитывает 8 дворов, 24 мужчины и 23 женщины. В административном отношении деревня входила в состав Николаевского сельского общества Великониколаевской волости.
На 1 мая 1922 года в поселении 11 дворов, 44 мужчины и 42 женщины.